# Outside Check
Der Outside Check ist eine meist optische Prüfung mittels Rundgang außerhalb eines Flugzeugs durch den Piloten oder Kommandanten.  Er dient dazu sich vor dem Start eines Flugzeugs einen Überblick über dessen Flugtauglichkeit zu verschaffen.

## Check
Vor allem wird hierbei auf die für die anströmende Luft freie Zugänglichkeit der Pitotrohre geachtet. Ferner wird auch der allgemeine Zustand der Triebwerke, des Fahrwerks, der Reifen sowie des gesamten Flugzeugrumpfs inklusive Flügel, Seitenleitwerk, Höhenleitwerk, Slats, Flaps, Passagiertüren und Frachttüren überprüft. Bei entsprechenden Temperaturen wird außerdem festgestellt ob Vereisungen vorliegen.

## Checker
Der Outside Check findet entweder durch den Flugkapitän selbst statt oder wird durch diesen an seinen First Officer bzw. Senior First Officer delegiert. Im Bordbuch wird anschließend durch den Kapitän vor dem Start die Flugtauglichkeit bestätigt.
Die Schweizer Luftwaffe sagt von sich, sie sei die einzige Luftwaffe der Welt, welche auf den Outside Check verzichtet; die Piloten verlassen sich auf die Bodenmannschaft.